# Eois silla
Eois silla là một loài bướm đêm trong họ Geometridae.